# Lista filmów oryginalnych Disney+

Logo oryginalnych produkcji Disney+ od marca 2024

Poniżej znajduje się lista filmów oryginalnych stworzonych lub zapowiedzianych dla platformy streamingowej Disney+.

## Filmy fabularne
| Tytuł | Oryginalna premiera  | Uwagi                       | Przypis             |
| Niedostępne | Niedostępne          | Niedostępne                 | Niedostępne         |
| --- | -------------------- | --------------------------- | ------------------- |
| Timmy Fiasco: Błędy się zdarzają Timmy Failure: Mistakes Were Made                                                 | 7 lutego 2020        |                             | [ 2 ]               |
| Gwiazdka Stargirl                                                                                                  | 13 marca 2020        |                             | [ 3 ]               |
| Artemis Fowl | 12 czerwca 2020      |                             | [ 4 ]               |
| Magiczne wakacje Magic Camp                                                                                        | 14 sierpnia 2020     |                             | [ 5 ]               |
| Jedyny i niepowtarzalny Ivan The One and Only Ivan                                                                 | 21 sierpnia 2020     |                             | [ 5 ]               |
| Chmury Clouds | 16 października 2020 |                             | [ 6 ]               |
| Czarna piękność Black Beauty                                                                                       | 27 listopada 2020    |                             | [ 7 ]               |
| Flora i Ulisses Flora & Ulysses                                                                                    | 19 lutego 2021       |                             | [ 8 ]               |
| Fałszywa dwunastka Cheaper by the Dozen                                                                            | 18 marca 2022        |                             | [ 9 ] [ 10 ]        |
| Kto jak nie Nate Better Nate Than Ever                                                                             | 1 kwietnia 2022      |                             | [ 11 ] [ 12 ]       |
| Gwiazdka Hollywood Hollywood Stargirl                                                                              | 3 czerwca 2022       |                             | [ 13 ]              |
| Krater Crater | 12 maja 2023         |                             | [ 14 ]              |
| Dostępne |                      |                             |                     |
| Zakochany kundel Lady and the Tramp                                                                                | 12 listopada 2019    |                             | [ 15 ]              |
| Noelle | 12 listopada 2019    |                             | [ 15 ]              |
| Togo | 20 grudnia 2019      |                             | [ 16 ]              |
| Hamilton | 3 lipca 2020         |                             | [ 17 ]              |
| Tajne Stowarzyszenie Królewskich Sióstr i Braci Secret Society of Second-Born Royals                               | 25 września 2020     |                             | [ 18 ]              |
| Wróżka potrzebna od zaraz Godmothered                                                                              | 4 grudnia 2020       |                             | [ 19 ]              |
| Linia obrony Safety                                                                                                | 11 grudnia 2020      |                             | [ 19 ]              |
| High School Musical: Serial: Wydanie Świąteczne High School Musical: The Musical: The Holiday Special              | 11 grudnia 2020      | krótkometrażowy             | [ 19 ]              |
| Bia: Un Mundo al Revés                                                                                             | 19 lutego 2021       | produkcja latynoamerykańska | [ 20 ]              |
| Muppety w Nawiedzonym Dworze: Haunted Mansion Muppets Haunted Mansion                                              | 8 października 2021  | krótkometrażowy             | [ 21 ]              |
| Nareszcie sam w domu Home Sweet Home Alone                                                                         | 12 listopada 2021    |                             | [ 22 ]              |
| Sneakerella | 13 maja 2022         |                             | [ 23 ] [ 24 ]       |
| Chip i Dale: Brygada RR Chip ’n Dale: Rescue Rangers                                                               | 20 maja 2022         |                             | [ 9 ] [ 11 ] [ 25 ] |
| Wschodząca gwiazda Rise                                                                                            | 24 czerwca 2022      |                             | [ 9 ] [ 26 ]        |
| Trevor: Musical Trevor: The Musical                                                                                | 24 czerwca 2022      |                             | [ 27 ]              |
| Zombie 3 Zombies 3                                                                                                 | 15 lipca 2022        |                             | [ 28 ]              |
| Pinokio Pinocchio                                                                                                  | 8 września 2022      |                             | [ 29 ]              |
| Remembering | 8 września 2022      | krótkometrażowy             | [ 30 ]              |
| Hokus Pokus 2 Hocus Pocus 2                                                                                        | 30 września 2022     |                             | [ 31 ]              |
| Wilkołak nocą Werewolf by Night                                                                                    | 7 października 2022  | krótkometrażowy             | [ 32 ]              |
| Rozczarowana Disenchanted                                                                                          | 18 listopada 2022    |                             | [ 33 ]              |
| Strażnicy Galaktyki: Coraz bliżej święta Guardians of the Galaxy Holiday Special                                   | 25 listopada 2022    | krótkometrażowy             | [ 34 ] [ 35 ]       |
| Weekend z rodzinką: Odcinek świąteczny Weekend Family : Un Noël gagnant-gagnant (Weekend Family Christmas Special) | 9 grudnia 2022       | produkcja francuska         | [ 36 ]              |
| Le Pupille | 16 grudnia 2022      | krótkometrażowy             | [ 37 ]              |
| Najlepszy rzut Changa Chang Can Dunk                                                                               | 10 marca 2023        |                             | [ 38 ] [ 39 ]       |
| Piotruś Pan i Wendy Peter Pan & Wendy                                                                              | 28 kwietnia 2023     |                             | [ 40 ]              |
| Najlepsi World’s Best                                                                                              | 23 czerwca 2023      |                             | [ 41 ]              |
| Święta rządzą! Dashing Through the Snow                                                                            | 17 listopada 2023    |                             | [ 42 ]              |
| Pasterz The Shepherd                                                                                               | 1 grudnia 2023       | krótkometrażowy             | [ 43 ]              |
| Madu | 29 marca 2024        |                             | [ 44 ]              |

## Filmy animowane
| Tytuł                                                                                              | Oryginalna premiera | Uwagi                                       | Przypis       |
| Dostępne                                                                                           | Dostępne            | Dostępne                                    | Dostępne      |
| -------------------------------------------------------------------------------------------------- | ------------------- | ------------------------------------------- | ------------- |
| Fineasz i Ferb: Fretka kontra Wszechświat Phineas and Ferb the Movie: Candace Against the Universe | 28 sierpnia 2020    |                                             | [ 5 ]         |
| Co w duszy gra Soul                                                                                | 25 grudnia 2020     | hybrydowa dystrybucja na Disney+ i w kinach | [ 19 ]        |
| Luca                                                                                               | 18 czerwca 2021     | hybrydowa dystrybucja na Disney+ i w kinach | [ 45 ]        |
| Dziennik Cwaniaczka Diary of a Wimpy Kid                                                           | 3 grudnia 2021      |                                             | [ 9 ] [ 46 ]  |
| Epoka Lodowcowa: Przygody Dzikiego Bucka The Ice Age Adventures of Buck Wild                       | 28 stycznia 2022    |                                             | [ 9 ] [ 11 ]  |
| To nie wypanda Turning Red                                                                         | 11 marca 2022       | hybrydowa dystrybucja na Disney+ i w kinach | [ 47 ]        |
| Kral Sakir: Geri Dönüsüm (King Shakir Recycle)                                                     | 14 lipca 2022       | produkcja turecka                           | [ 48 ]        |
| Dziennik Cwaniaczka: Rodrick rządzi Diary of a Wimpy Kid: Rodrick Rules                            | 2 grudnia 2022      |                                             | [ 49 ]        |
| Noc w muzeum: Kahmunrah powraca Night at the Museum: Kahmunrah Rises Again                         | 9 grudnia 2022      |                                             | [ 50 ] [ 37 ] |
| Świąteczny dziennik Cwaniaczka: Biała gorączka Diary of a Wimpy Kid Christmas: Cabin Fever         | 8 grudnia 2023      |                                             | [ 43 ]        |

### Krótkometrażowe
| Tytuł                                                                                          | Oryginalna premiera  | Uwagi    | Przypis  |
| Dostępne                                                                                       | Dostępne             | Dostępne | Dostępne |
| ---------------------------------------------------------------------------------------------- | -------------------- | -------- | -------- |
| Przygody nocnej lampki Lamp Life                                                               | 31 stycznia 2020     |          | [ 51 ]   |
| Lego Gwiezdne wojny: Świąteczna przygoda Lego Star Wars Holiday Special                        | 17 listopada 2020    |          | [ 7 ]    |
| Mit: Opowieści z Krainy lodu Myth: A Frozen Tale                                               | 26 lutego 2021       |          | [ 8 ]    |
| 22 kontra Ziemia 22 vs. Earth                                                                  | 30 kwietnia 2021     |          | [ 52 ]   |
| Maggie Simpson w przebudzeniu mocy z drzemki Maggie Simpson in The Force Awakens From Its Nap  | 4 maja 2021          |          | [ 53 ]   |
| Znowu my Us Again                                                                              | 4 czerwca 2021       |          | [ 54 ]   |
| Simpsonowie: Dobry, Bart i Loki The Simpsons: The Good, The Bart and the Loki                  | 7 lipca 2021         |          | [ 55 ]   |
| Lego Gwiezdne wojny: Przerażające historie Lego Star Wars Terrifying Tales                     | 1 października 2021  |          | [ 56 ]   |
| Ciao Alberto                                                                                   | 12 listopada 2021    |          | [ 57 ]   |
| Simpsonowie: Wszystkiego Disneyplusowego The Simpsons in Plusaversary                          | 12 listopada 2021    |          | [ 58 ]   |
| Simpsonowie: Kiedy Billie poznała Lisę The Simpsons: When Billie Met Lisa                      | 22 kwietnia 2022     |          | [ 59 ]   |
| Lego Gwiezdne wojny: Wakacje Lego Star Wars Summer Vacation                                    | 5 sierpnia 2022      |          | [ 60 ]   |
| Simpsonowie: Witajcie w klubie The Simpsons: Welcome to the Club                               | 8 września 2022      |          | [ 30 ]   |
| Zen – Grogu i koty z kurzu Zen - Grogu And Dust Bunnies                                        | 12 listopada 2022    |          | [ 61 ]   |
| Feliz Navidad: Simpsonowie poznają Bocellich The Simpsons Meet The Bocellis In „Feliz Navidad” | 15 grudnia 2022      |          | [ 62 ]   |
| Lego Disney Księżniczka: Zamek przygód Lego Disney Princess: The Castle Quest                  | 18 sierpnia 2023     |          | [ 63 ]   |
| Lego Marvel Avengers: Czerwony alarm Lego Marvel Avengers: Code Red                            | 27 października 2023 |          | [ 42 ]   |

## Premier Access

logo Disney+ Premier Access

Filmy udostępnione w serwisie Disney+ jako dodatkowa usługa „Premier Access” w krajach, gdzie serwis został uruchomiony. Jest to strategia firmy przyjęta na czas pandemii COVID-19. Były one dystrybuowane hybrydowo, zarówno w kinach, jak i w serwisie Disney+.
| Tytuł                                        | Oryginalna premiera | Przypis  |
| Dostępne                                     | Dostępne            | Dostępne |
| -------------------------------------------- | ------------------- | -------- |
| Mulan                                        | 4 września 2020     | [ 18 ]   |
| Raya i ostatni smok Raya and the Last Dragon | 5 marca 2021        | [ 65 ]   |
| Cruella                                      | 28 maja 2021        | [ 45 ]   |
| Czarna Wdowa Black Widow                     | 9 lipca 2021        | [ 45 ]   |
| Wyprawa do dżungli Jungle Cruise             | 30 lipca 2021       | [ 66 ]   |

## Koncerty / Muzyczne
| Tytuł | Oryginalna premiera | Uwagi                       | Przypis     |
| Niedostępne | Niedostępne         | Niedostępne                 | Niedostępne |
| --- | ------------------- | --------------------------- | ----------- |
| Hip-hopowy Dziadek do Orzechów The Hip Hop Nutcracker                                                                 | 25 listopada 2022   |                             | [ 37 ]      |
| Pentatonix: Dookoła świata w Święta Pentatonix: Around the World for the Holidays                                     | 2 grudnia 2022      |                             | [ 37 ]      |
| Dostępne |                     |                             |             |
| Coco: Magiczny koncert A Celebration of the Music from Coco                                                           | 10 kwietnia 2020    |                             | [ 67 ]      |
| Black is King | 31 lipca 2020       |                             | [ 17 ]      |
| Folklore: Sesje w Long Pond Studio Folklore: The Long Pond Studio Sessions                                            | 25 listopada 2020   |                             | [ 68 ]      |
| Disney My Music Story: Yoshiki                                                                                        | 5 lutego 2021       | produkcja japońska          | [ 69 ]      |
| Soy Luna: El último concierto                                                                                         | 26 lutego 2021      | produkcja latynoamerykańska | [ 70 ]      |
| Disney My Music Story: Perfume                                                                                        | 19 marca 2021       | produkcja japońska          | [ 71 ]      |
| Disney My Music Story: Sukima Switch                                                                                  | 23 kwietnia 2021    | produkcja japońska          | [ 72 ]      |
| Happier Than Ever: A Love Letter to Los Angeles                                                                       | 3 września 2021     |                             | [ 73 ]      |
| Manu Gavassi: Gracinha                                                                                                | 26 listopada 2021   | produkcja latynoamerykańska | [ 74 ]      |
| Olivia Rodrigo: jadąc do ciebie Olivia Rodrigo: driving home 2 u                                                      | 25 marca 2022       |                             | [ 75 ]      |
| BTS w LA: Zapraszamy na scenę BTS: Permission To Dance On Stage – LA                                                  | 8 września 2022     | produkcja koreańska         | [ 76 ]      |
| Elton John: Koncert na żywo z Dodger Stadium Elton John Live: Farewell From Dodger Stadium                            | 20 listopada 2022   |                             | [ 77 ]      |
| Tini: Z miłości do muzyki Solo Amor Y Mil Canciones (Just Love And A Thousand Songs)                                  | 8 grudnia 2022      | produkcja latynoamerykańska | [ 78 ]      |
| Idina Menzel: Droga na scenę Idina Menzel: Which Way to the Stage?                                                    | 9 grudnia 2022      |                             | [ 79 ]      |
| Nasze magiczne Encanto w Hollywood Bowl Encanto at The Hollywood Bowl                                                 | 28 grudnia 2022     |                             | [ 37 ]      |
| Miley Cyrus – Endless Summer Vacation (Backyard Sessions)                                                             | 10 marca 2023       |                             | [ 80 ]      |
| Bono & The Edge: A Sort of Homecoming z Dave’em Lettermanem Bono & The Edge: A Sort of Homecoming with Dave Letterman | 17 marca 2023       |                             | [ 81 ]      |
| SUGA: Road to D-Day                                                                                                   | 21 kwietnia 2023    | produkcja koreańska         | [ 82 ]      |
| Tomorrow X Together: Our Lost Summer                                                                                  | 28 lipca 2023       | produkcja koreańska         | [ 83 ]      |
| Lang Lang i Disney Lang Lang Plays Disney                                                                             | 15 września 2023    |                             | [ 84 ]      |

## Filmy dokumentalne
| Tytuł                                                    | Oryginalna premiera | Uwagi               | Przypis     |
| Niedostępne                                              | Niedostępne         | Niedostępne         | Niedostępne |
| -------------------------------------------------------- | ------------------- | ------------------- | ----------- |
| Kto zmieni świat? Own the Room                           | 12 marca 2021       |                     | [ 65 ]      |
| Wolfgang                                                 | 25 czerwca 2021     |                     | [ 85 ]      |
| Kaskader Stuntman                                        | 23 lipca 2021       |                     | [ 54 ]      |
| Fauci                                                    | 6 października 2021 |                     | [ 86 ]      |
| Roboty naszych marzeń More Than Robots                   | 18 marca 2022       |                     | [ 87 ]      |
| Dostępne                                                 |                     |                     |             |
| Jeden dzień w Disneyu One Day at Disney                  | 3 grudnia 2019      |                     | [ 88 ]      |
| Rafa deflinów Dolphin Reef                               | 3 kwietnia 2020     |                     | [ 89 ]      |
| Słonie Elephant                                          | 3 kwietnia 2020     |                     | [ 89 ]      |
| Howard                                                   | 7 sierpnia 2020     |                     | [ 5 ]       |
| La Méditerranée : une mer de plastiques (Sea of Plastic) | 25 września 2020    | produkcja francuska | [ 90 ]      |
| Co kryje maska Marvel’s Behind the Mask                  | 12 lutego 2021      |                     | [ 91 ]      |
| Oko w oko z rekinem Playing with Sharks                  | 23 lipca 2021       |                     | [ 54 ]      |
| Na krawędzi ryzyka A Celebration of the Music from Coco  | 4 lutego 2022       |                     | [ 92 ]      |
| Niedźwiedzica polarna Polar Bear                         | 22 kwietnia 2022    |                     | [ 93 ]      |
| Nakarmić świat We Feed People                            | 27 maja 2022        |                     | [ 94 ]      |
| Miki: Historia Myszki Mickey: The Story of a Mouse       | 18 listopada 2022   |                     | [ 95 ]      |
| Gdyby ściany mogły śpiewać If These Walls Could Sing     | 16 grudnia 2022     |                     | [ 78 ]      |
| Gwieździsty sztandar The Flagmakers                      | 21 grudnia 2022     |                     | [ 96 ]      |
| Stan Lee                                                 | 16 czerwca 2023     |                     | [ 97 ]      |

### Specjalne programy dokumentalne
Programy dokumentalne powiązane głównie z produkcjami innymi produkcjami Disney+. Należą do nich głównie dokumenty o kulisach powstania produkcji lub je promujące.
| Tytuł | Oryginalna premiera | Uwagi                       | Przypis     |
| Niedostępne | Niedostępne         | Niedostępne                 | Niedostępne |
| --- | ------------------- | --------------------------- | ----------- |
| Tajemnice delfinów Diving with Dolphins                                                                              | 3 kwietnia 2020     |                             | [ 89 ]      |
| Śladami słoni In the Footsteps of Elephant                                                                           | 3 kwietnia 2020     |                             | [ 89 ]      |
| Pingwiny: Życie na końcu świata Penguins: Life on the Edge                                                           | 3 kwietnia 2020     |                             | [ 89 ]      |
| Podbój kosmosu: Historia prawdziwa The Real Right Stuff                                                              | 20 listopada 2020   |                             | [ 7 ]       |
| Za kulisami filmu „Niedźwiedzica polarna” Bear Witness                                                               | 22 kwietnia 2022    |                             | [ 98 ]      |
| Za końcem świata: Podróż Buzza Astrala Beyond Infinity: Buzz and the Journey to Lightyear                            | 10 czerwca 2022     |                             | [ 99 ]      |
| Willow: Kulisy magii Willow: Behind the Magic                                                                        | 25 stycznia 2023    |                             | [ 100 ]     |
| Dostępne |                     |                             |             |
| Marvel Studios: Expanding the Universe                                                                               | 12 listopada 2019   |                             | [ 101 ]     |
| High School Musical: Serial: Kulisy High School Musical: The Musical: The Series: The Special                        | 20 grudnia 2019     |                             | [ 102 ]     |
| The Undefeated Presents: Hamilton In-Depth                                                                           | 3 lipca 2020        |                             | [ 103 ]     |
| Hamilton: History Has Its Eyes on You                                                                                | 10 lipca 2020       |                             | [ 104 ]     |
| BIA: Un Mundo al Revés – Making of                                                                                   | 5 marca 2021        | produkcja latynoamerykańska | [ 105 ]     |
| Spark Story: Zabłysnąć w Pixarze A Spark Story                                                                       | 24 września 2021    |                             | [ 106 ]     |
| Pod hełmem: Dziedzictwo Boby Fetta Under The Helmet: The Legacy Of Boba Fett                                         | 12 listopada 2021   |                             | [ 107 ]     |
| Kulisy Happier than Ever: A Love Letter to Los Angeles The Making of Happier Than Ever: A Love Letter to Los Angeles | 12 listopada 2021   |                             | [ 58 ]      |
| Pokochaj pandę (w sobie): Jak powstał film „To nie wypanda” Embrace the Panda: Making Turning Red                    | 11 marca 2022       |                             | [ 108 ]     |
| Odkrywcy: Ostatnie Tepui Explorer: The last Tepui                                                                    | 22 kwietnia 2022    |                             | [ 93 ]      |
| Nasze miejsce na ziemi: Powrót The Biggest Little Farm: The Return                                                   | 22 kwietnia 2022    |                             | [ 93 ]      |
| Disney za kulisami: Ksiąga Boby Fetta Disney Gallery: The Book of Boba Fett                                          | 4 maja 2022         |                             | [ 109 ]     |
| Ms. Marvel: Przewodnik fana A Fan’s Guide to Ms. Marvel                                                              | 1 czerwca 2022      |                             | [ 99 ]      |
| Obi-Wan Kenobi: Powrót Rycerza Jedi Obi-Wan Kenobi: A Jedi’s Return                                                  | 8 września 2022     |                             | [ 30 ]      |
| Dancing with the Stars: The Pros’ Most Memorable Dances                                                              | 8 września 2022     |                             | [ 30 ]      |
| Reżyser nocą Director by Night                                                                                       | 4 listopada 2022    |                             | [ 110 ]     |
| Zaplątani w czasie na żywo Entrelazados Live! (Intertwined Live!)                                                    | 5 maja 2023         | produkcja latynoamerykańska | [ 111 ]     |
| Master & Apprentice: A Special Look at Ahsoka                                                                        | 8 września 2023     |                             | [ 112 ]     |
| Między nami żywiołami: Historia filmu Good Chemistry: The Story of Elemental                                         | 13 września 2023    |                             | [ 112 ]     |
| Bohaterowie wszech czasów: Indiana Jones i Harrison Ford Timeless Heroes: Indiana Jones & Harrison Ford              | 1 grudnia 2023      |                             | [ 43 ]      |

## Inne programy specjalne
| Tytuł                                                                                                  | Oryginalna premiera | Uwagi       | Przypis     |
| Niedostępne                                                                                            | Niedostępne         | Niedostępne | Niedostępne |
| --- | ------------------- | ----------- | ----------- |
| Królowie śniegu Best in Snow                                                                           | 18 listopada 2022   |             | [ 37 ]      |
| Dostępne                                                                                               |                     |             |             |
| Porano z Arendelle Arendelle Castle Yule Log                                                           | 13 grudnia 2019     |             | [ 113 ]     |
| Świąteczny płomień w Zamku Arendelle Arendelle Castle Yule Log 2                                       | 18 grudnia 2020     |             | [ 19 ]      |
| Dory filmuje rafę Dory’s Reef Cam                                                                      | 18 grudnia 2020     |             | [ 19 ]      |
| Gwiezdne wojny: Lokacje Star Wars: Biomes                                                              | 4 maja 2021         |             | [ 53 ]      |
| Świąteczny płomień w Zamku Arendelle: Papierowe wycinanki Arendelle Castle Yule Log: Cut Paper Edition | 17 grudnia 2021     |             | [ 114 ]     |

## Zapowiedziane
| Tytuł                                                       | Oryginalna premiera | Uwagi                       | Przypis |
| ----------------------------------------------------------- | ------------------- | --------------------------- | ------- |
| Three Men and a Baby                                        | brak danych         |                             | [ 9 ]   |
| Star Wars: A Droid Story                                    | brak danych         |                             | [ 115 ] |
| Aladdin: Live From The West End                             | brak danych         |                             | [ 116 ] |
| Sister Act 3                                                | brak danych         |                             | [ 9 ]   |
| 29 Dates                                                    | brak danych         |                             | [ 117 ] |
| Alexander and the Terrible, Horrible, No Good, Very Bad Day | brak danych         |                             | [ 118 ] |
| Aloha Rodeo                                                 | brak danych         |                             | [ 119 ] |
| Father of the Bride                                         | brak danych         |                             | [ 120 ] |
| The Grimm Legacy                                            | brak danych         |                             | [ 121 ] |
| Inspector Gadget                                            | brak danych         |                             | [ 122 ] |
| Lilo & Stitch                                               | brak danych         |                             | [ 123 ] |
| Once on This Island                                         | brak danych         |                             | [ 124 ] |
| The Paper Magician                                          | brak danych         |                             | [ 125 ] |
| The Parent Trap                                             | brak danych         |                             | [ 120 ] |
| Prince Anders                                               | brak danych         |                             | [ 126 ] |
| Robin Hood                                                  | brak danych         |                             | [ 127 ] |
| The Return of the Rocketeer                                 | brak danych         |                             | [ 128 ] |
| Space Camp                                                  | brak danych         |                             | [ 122 ] |
| Spooked                                                     | brak danych         |                             | [ 129 ] |
| The Sword in the Stone                                      | brak danych         |                             | [ 130 ] |
| The Thief                                                   | brak danych         |                             | [ 131 ] |
| Wouldn’t It Be Nice                                         | brak danych         |                             | [ 132 ] |
| Young Woman and the Sea                                     | brak danych         |                             | [ 133 ] |
| Shrunk                                                      | brak danych         |                             | [ 134 ] |
| Superfudge                                                  | brak danych         |                             | [ 135 ] |
| Fuego Amigo                                                 | brak danych         | produkcja latynoamerykańska | [ 136 ] |
| Martinha                                                    | brak danych         | produkcja latynoamerykańska | [ 136 ] |
| Mija                                                        | brak danych         |                             | [ 137 ] |